# Nationalpark Kurjenrahka
Der Nationalpark Kurjenrahka, originalsprachlich finnisch Kurjenrahkan kansallispuisto und schwedisch Kurjenrahka nationalpark, ist ein Nationalpark im Südwesten Finnlands in der Nähe von Turku. Der Park wurde 1998 eingerichtet und ist 29 km² groß. Das Areal besteht hauptsächlich aus Moor, weitere Teile sind Primärwald, der zum Teil seit mehr als 150 Jahren unberührt ist. Neben Luchsen, die dauerhaft im Nationalpark leben, wurden auch Braunbären und Wölfe beobachtet, die im oder nahe dem Park leben. Es gibt etwa 300 km markierte Wege im Gebiet.